# 4e étape du Tour de France Femmes 2024
Pour un article plus général, voir Tour de France Femmes 2024.
La 4e étape du Tour de France Femmes 2024 se déroule le mercredi 14 août 2024 entre Fauquemont (aux Pays-Bas) et Liège (en Belgique), sur une distance de 123 kilomètres.

## Déroulement de la course
La météo est fraiche, voire pluvieuse. À quatre-vingt-dix kilomètres de l'arrivée, Sara Martín s'échappe. Elle a jusqu'à une minute quatorze d'avance. Laura Tomasi tente de la rejoindre, sans succès. La côte de Mont-Theu provoque le regroupement. Dans la côte de la Redoute, Puck Pieterse mène le peloton. Elle est suivie par Pauliena Rooijakkers, Demi Vollering et Yara Kastelijn. Par la suite, Kristen Faulkner puis Mareille Meijering passent à l'offensive, mais on ne les laisse par partir. Justine Ghekiere passe en tête en haut de la Côte des Forges et compte jusqu'à vingt-six secondes d'avance. Dans la Côte de la Roche-aux-Faucons, Demi Vollering attaque. Elle est suivie par Katarzyna Niewiadoma, Pieterse et Rooijakkers. Ghekiere est reprise sur le coup. Vollering accélère de nouveau à dix kilomètres de l'arrivée, ce qui distance Rooijakkers. Dans les derniers kilomètres, Niewiadoma attaque, mais Vollering la reprend. Pieterse parvient à surprendre Vollering au moment du lancement de son sprint et n'est plus reprise.

## Résultats

### Classement de l'étape
| Classement de la 4e étape | Classement de la 4e étape    | Classement de la 4e étape | Classement de la 4e étape | Classement de la 4e étape |
|                           | Coureur                      | Pays                      | Équipe                    | Temps                     |
| ------------------------- | ---------------------------- | ------------------------- | ------------------------- | ------------------------- |
| 1er                       | Puck Pieterse                | Pays-Bas                  | Fenix-Deceuninck          | en 3 h 12 min 28 s        |
| 2e                        | Demi Vollering               | Pays-Bas                  | SD Worx-Protime           | + 0 s                     |
| 3e                        | Katarzyna Niewiadoma         | Pologne                   | Canyon-SRAM Racing        | + 0 s                     |
| 4e                        | Kimberley Le Court de Billot | Maurice                   | AG Insurance-Soudal       | + 29 s                    |
| 5e                        | Noemi Rüegg                  | Suisse                    | EF-Oatly-Cannondale       | + 29 s                    |
| 6e                        | Thalita de Jong              | Pays-Bas                  | Lotto Dstny Ladies        | + 29 s                    |
| 7e                        | Évita Muzic                  | France                    | FDJ-Suez                  | + 29 s                    |
| 8e                        | Shirin van Anrooij           | Pays-Bas                  | Lidl-Trek                 | + 29 s                    |
| 9e                        | Niamh Fisher-Black           | Nouvelle-Zélande          | SD Worx-Protime           | + 29 s                    |
| 10e                       | Mareille Meijering           | Pays-Bas                  | Movistar Team             | + 29 s                    |
| modifier                  |                              |                           |                           |                           |

### Bonifications en temps
|   | Coureur              | Pays     | Équipe             | Secondes |
| - | -------------------- | -------- | ------------------ | -------- |
| 1 | Demi Vollering       | Pays-Bas | SD Worx-Protime    | 6 s      |
| 2 | Katarzyna Niewiadoma | Pologne  | Canyon-SRAM Racing | 4 s      |
| 3 | Puck Pieterse        | Pays-Bas | Fenix-Deceuninck   | 2 s      |

|   | Coureur              | Pays     | Équipe             | Secondes |
| - | -------------------- | -------- | ------------------ | -------- |
| 1 | Puck Pieterse        | Pays-Bas | Fenix-Deceuninck   | 10 s     |
| 2 | Demi Vollering       | Pays-Bas | SD Worx-Protime    | 6 s      |
| 3 | Katarzyna Niewiadoma | Pologne  | Canyon-SRAM Racing | 4 s      |

### Points attribués
| Sprint intermédiaire Pepinster (km 67,5) | Sprint intermédiaire Pepinster (km 67,5) | Sprint intermédiaire Pepinster (km 67,5) | Sprint intermédiaire Pepinster (km 67,5) | Sprint intermédiaire Pepinster (km 67,5) |
| ---------------------------------------- | ---------------------------------------- | ---------------------------------------- | ---------------------------------------- | ---------------------------------------- |
|                                          | Coureur                                  | Pays                                     | Équipe                                   | Point(s)                                 |
| 1er                                      | Sara Martín                              | Espagne                                  | Movistar Team                            | 25                                       |
| 2e                                       | Charlotte Kool                           | Pays-Bas                                 | Team dsm-firmenich PostNL                | 20                                       |
| 3e                                       | Lorena Wiebes                            | Pays-Bas                                 | SD Worx-Protime                          | 17                                       |
| 4e                                       | Marianne Vos                             | Pays-Bas                                 | Team Visma-Lease a Bike                  | 15                                       |
| 5e                                       | Rachele Barbieri                         | Italie                                   | Team dsm-firmenich PostNL                | 13                                       |
| 6e                                       | Fem van Empel                            | Pays-Bas                                 | Team Visma-Lease a Bike                  | 11                                       |
| 7e                                       | Anniina Ahtosalo                         | Finlande                                 | Uno-X Mobility                           | 10                                       |
| 8e                                       | Elizabeth Deignan                        | Royaume-Uni                              | Lidl-Trek                                | 9                                        |
| 9e                                       | Anna Henderson                           | Royaume-Uni                              | Team Visma-Lease a Bike                  | 8                                        |
| 10e                                      | Silke Smulders                           | Pays-Bas                                 | Liv-AlUla-Jayco                          | 7                                        |
| 11e                                      | Barbara Guarischi                        | Italie                                   | SD Worx-Protime                          | 6                                        |
| 12e                                      | Linda Riedmann                           | Allemagne                                | Team Visma-Lease a Bike                  | 5                                        |
| 13e                                      | Pfeiffer Georgi                          | Royaume-Uni                              | Team dsm-firmenich PostNL                | 4                                        |
| 14e                                      | Sophie von Berswordt                     | Pays-Bas                                 | Team Visma-Lease a Bike                  | 3                                        |
| 15e                                      | Gaia Realini                             | Italie                                   | Lidl-Trek                                | 2                                        |
| modifier                                 |                                          |                                          |                                          |                                          |

| Arrivée d'étape Liège (km 122,7) | Arrivée d'étape Liège (km 122,7) | Arrivée d'étape Liège (km 122,7) | Arrivée d'étape Liège (km 122,7) | Arrivée d'étape Liège (km 122,7) |
| -------------------------------- | -------------------------------- | -------------------------------- | -------------------------------- | -------------------------------- |
|                                  | Coureur                          | Pays                             | Équipe                           | Point(s)                         |
| 1er                              | Puck Pieterse                    | Pays-Bas                         | Fenix-Deceuninck                 | 30                               |
| 2e                               | Demi Vollering                   | Pays-Bas                         | SD Worx-Protime                  | 25                               |
| 3e                               | Katarzyna Niewiadoma             | Pologne                          | Canyon-SRAM Racing               | 22                               |
| 4e                               | Kimberley Le Court de Billot     | Maurice                          | AG Insurance-Soudal              | 19                               |
| 5e                               | Noemi Rüegg                      | Suisse                           | EF-Oatly-Cannondale              | 17                               |
| 6e                               | Thalita de Jong                  | Pays-Bas                         | Lotto Dstny Ladies               | 15                               |
| 7e                               | Évita Muzic                      | France                           | FDJ-Suez                         | 13                               |
| 8e                               | Shirin van Anrooij               | Pays-Bas                         | Lidl-Trek                        | 11                               |
| 9e                               | Niamh Fisher-Black               | Nouvelle-Zélande                 | SD Worx-Protime                  | 9                                |
| 10e                              | Mareille Meijering               | Pays-Bas                         | Movistar Team                    | 7                                |
| 11e                              | Kristen Faulkner                 | États-Unis                       | EF-Oatly-Cannondale              | 6                                |
| 12e                              | Magdeleine Vallières             | Canada                           | EF-Oatly-Cannondale              | 5                                |
| 13e                              | Pauliena Rooijakkers             | Pays-Bas                         | Fenix-Deceuninck                 | 4                                |
| 14e                              | Juliette Labous                  | France                           | Team dsm-firmenich PostNL        | 3                                |
| 15e                              | Gaia Realini                     | Italie                           | Lidl-Trek                        | 2                                |
| modifier                         |                                  |                                  |                                  |                                  |

### Cols et côtes
| Bemelerberg - 1er passage (km 6,6) 4e catégorie (1,3 km à 4,9 %) | Bemelerberg - 1er passage (km 6,6) 4e catégorie (1,3 km à 4,9 %) | Bemelerberg - 1er passage (km 6,6) 4e catégorie (1,3 km à 4,9 %) | Bemelerberg - 1er passage (km 6,6) 4e catégorie (1,3 km à 4,9 %) | Bemelerberg - 1er passage (km 6,6) 4e catégorie (1,3 km à 4,9 %) |
| ---------------------------------------------------------------- | ---------------------------------------------------------------- | ---------------------------------------------------------------- | ---------------------------------------------------------------- | ---------------------------------------------------------------- |
|                                                                  | Coureur                                                          | Pays                                                             | Équipe                                                           | Point(s)                                                         |
| 1er                                                              | Silvia Persico                                                   | Italie                                                           | UAE Team ADQ                                                     | 2                                                                |
| 2e                                                               | Quinty Ton                                                       | Pays-Bas                                                         | Liv-AlUla-Jayco                                                  | 1                                                                |
| modifier                                                         |                                                                  |                                                                  |                                                                  |                                                                  |

| Cauberg (km 12,8) 3e catégorie (0,7 km à 8,0 %) | Cauberg (km 12,8) 3e catégorie (0,7 km à 8,0 %) | Cauberg (km 12,8) 3e catégorie (0,7 km à 8,0 %) | Cauberg (km 12,8) 3e catégorie (0,7 km à 8,0 %) | Cauberg (km 12,8) 3e catégorie (0,7 km à 8,0 %) |
| ----------------------------------------------- | ----------------------------------------------- | ----------------------------------------------- | ----------------------------------------------- | ----------------------------------------------- |
|                                                 | Coureur                                         | Pays                                            | Équipe                                          | Point(s)                                        |
| 1er                                             | Silvia Persico                                  | Italie                                          | UAE Team ADQ                                    | 3                                               |
| 2e                                              | Yara Kastelijn                                  | Pays-Bas                                        | Fenix-Deceuninck                                | 2                                               |
| 3e                                              | Sofia Bertizzolo                                | Italie                                          | UAE Team ADQ                                    | 1                                               |
| modifier                                        |                                                 |                                                 |                                                 |                                                 |

| Geulhemmerberg (km 17,8) 4e catégorie (1,1 km à 5,1 %) | Geulhemmerberg (km 17,8) 4e catégorie (1,1 km à 5,1 %) | Geulhemmerberg (km 17,8) 4e catégorie (1,1 km à 5,1 %) | Geulhemmerberg (km 17,8) 4e catégorie (1,1 km à 5,1 %) | Geulhemmerberg (km 17,8) 4e catégorie (1,1 km à 5,1 %) |
| ------------------------------------------------------ | ------------------------------------------------------ | ------------------------------------------------------ | ------------------------------------------------------ | ------------------------------------------------------ |
|                                                        | Coureur                                                | Pays                                                   | Équipe                                                 | Point(s)                                               |
| 1er                                                    | Silvia Persico                                         | Italie                                                 | UAE Team ADQ                                           | 2                                                      |
| 2e                                                     | Justine Ghekiere                                       | Belgique                                               | AG Insurance-Soudal                                    | 1                                                      |
| modifier                                               |                                                        |                                                        |                                                        |                                                        |

| Bemelerberg - 2e passage (km 23,4) 4e catégorie (1,3 km à 4,9 %) | Bemelerberg - 2e passage (km 23,4) 4e catégorie (1,3 km à 4,9 %) | Bemelerberg - 2e passage (km 23,4) 4e catégorie (1,3 km à 4,9 %) | Bemelerberg - 2e passage (km 23,4) 4e catégorie (1,3 km à 4,9 %) | Bemelerberg - 2e passage (km 23,4) 4e catégorie (1,3 km à 4,9 %) |
| ---------------------------------------------------------------- | ---------------------------------------------------------------- | ---------------------------------------------------------------- | ---------------------------------------------------------------- | ---------------------------------------------------------------- |
|                                                                  | Coureur                                                          | Pays                                                             | Équipe                                                           | Point(s)                                                         |
| 1er                                                              | Silvia Persico                                                   | Italie                                                           | UAE Team ADQ                                                     | 2                                                                |
| 2e                                                               | Yara Kastelijn                                                   | Pays-Bas                                                         | Fenix-Deceuninck                                                 | 1                                                                |
| modifier                                                         |                                                                  |                                                                  |                                                                  |                                                                  |

| Mont-Theux (km 74,8) 3e catégorie (2,8 km à 5,6 %) | Mont-Theux (km 74,8) 3e catégorie (2,8 km à 5,6 %) | Mont-Theux (km 74,8) 3e catégorie (2,8 km à 5,6 %) | Mont-Theux (km 74,8) 3e catégorie (2,8 km à 5,6 %) | Mont-Theux (km 74,8) 3e catégorie (2,8 km à 5,6 %) |
| -------------------------------------------------- | -------------------------------------------------- | -------------------------------------------------- | -------------------------------------------------- | -------------------------------------------------- |
|                                                    | Coureur                                            | Pays                                               | Équipe                                             | Point(s)                                           |
| 1er                                                | Yara Kastelijn                                     | Pays-Bas                                           | Fenix-Deceuninck                                   | 3                                                  |
| 2e                                                 | Justine Ghekiere                                   | Belgique                                           | AG Insurance-Soudal                                | 2                                                  |
| 3e                                                 | Sarah Gigante                                      | Australie                                          | AG Insurance-Soudal                                | 1                                                  |
| modifier                                           |                                                    |                                                    |                                                    |                                                    |

| Côte de la Redoute (km 88,8) 2e catégorie (1,6 km à 9,4 %) | Côte de la Redoute (km 88,8) 2e catégorie (1,6 km à 9,4 %) | Côte de la Redoute (km 88,8) 2e catégorie (1,6 km à 9,4 %) | Côte de la Redoute (km 88,8) 2e catégorie (1,6 km à 9,4 %) | Côte de la Redoute (km 88,8) 2e catégorie (1,6 km à 9,4 %) |
| ---------------------------------------------------------- | ---------------------------------------------------------- | ---------------------------------------------------------- | ---------------------------------------------------------- | ---------------------------------------------------------- |
|                                                            | Coureur                                                    | Pays                                                       | Équipe                                                     | Point(s)                                                   |
| 1er                                                        | Puck Pieterse                                              | Pays-Bas                                                   | Fenix-Deceuninck                                           | 5                                                          |
| 2e                                                         | Katarzyna Niewiadoma                                       | Pologne                                                    | Canyon-SRAM Racing                                         | 3                                                          |
| 3e                                                         | Demi Vollering                                             | Pays-Bas                                                   | SD Worx-Protime                                            | 2                                                          |
| 4e                                                         | Kimberley Le Court de Billot                               | Maurice                                                    | AG Insurance-Soudal                                        | 1                                                          |
| modifier                                                   |                                                            |                                                            |                                                            |                                                            |

| Côte des Forges (km 99,6) 3e catégorie (1,3 km à 7,8 %) | Côte des Forges (km 99,6) 3e catégorie (1,3 km à 7,8 %) | Côte des Forges (km 99,6) 3e catégorie (1,3 km à 7,8 %) | Côte des Forges (km 99,6) 3e catégorie (1,3 km à 7,8 %) | Côte des Forges (km 99,6) 3e catégorie (1,3 km à 7,8 %) |
| ------------------------------------------------------- | ------------------------------------------------------- | ------------------------------------------------------- | ------------------------------------------------------- | ------------------------------------------------------- |
|                                                         | Coureur                                                 | Pays                                                    | Équipe                                                  | Point(s)                                                |
| 1er                                                     | Justine Ghekiere                                        | Belgique                                                | AG Insurance-Soudal                                     | 3                                                       |
| 2e                                                      | Yara Kastelijn                                          | Pays-Bas                                                | Fenix-Deceuninck                                        | 2                                                       |
| 3e                                                      | Sarah Gigante                                           | Australie                                               | AG Insurance-Soudal                                     | 1                                                       |
| modifier                                                |                                                         |                                                         |                                                         |                                                         |

| Côte de la Roche-aux-faucons (km 109,4) 2e catégorie (1,3 km à 11,0 %) | Côte de la Roche-aux-faucons (km 109,4) 2e catégorie (1,3 km à 11,0 %) | Côte de la Roche-aux-faucons (km 109,4) 2e catégorie (1,3 km à 11,0 %) | Côte de la Roche-aux-faucons (km 109,4) 2e catégorie (1,3 km à 11,0 %) | Côte de la Roche-aux-faucons (km 109,4) 2e catégorie (1,3 km à 11,0 %) |
| ---------------------------------------------------------------------- | ---------------------------------------------------------------------- | ---------------------------------------------------------------------- | ---------------------------------------------------------------------- | ---------------------------------------------------------------------- |
|                                                                        | Coureur                                                                | Pays                                                                   | Équipe                                                                 | Point(s)                                                               |
| 1er                                                                    | Puck Pieterse                                                          | Pays-Bas                                                               | Fenix-Deceuninck                                                       | 5                                                                      |
| 2e                                                                     | Katarzyna Niewiadoma                                                   | Pologne                                                                | Canyon-SRAM Racing                                                     | 3                                                                      |
| 3e                                                                     | Demi Vollering                                                         | Pays-Bas                                                               | SD Worx-Protime                                                        | 2                                                                      |
| 4e                                                                     | Pauliena Rooijakkers                                                   | Pays-Bas                                                               | Fenix-Deceuninck                                                       | 1                                                                      |
| modifier                                                               |                                                                        |                                                                        |                                                                        |                                                                        |

### Prix de la combativité
- Justine Ghekiere (AG Insurance-Soudal)

## Classements à l'issue de l'étape

### Classement général
| Classement général | Classement général           | Classement général | Classement général        | Classement général |
|                    | Coureur                      | Pays               | Équipe                    | Temps              |
| ------------------ | ---------------------------- | ------------------ | ------------------------- | ------------------ |
| 1er                | Demi Vollering               | Pays-Bas           | SD Worx-Protime           | en 7 h 40 min 10 s |
| 2e                 | Puck Pieterse                | Pays-Bas           | Fenix-Deceuninck          | + 22 s             |
| 3e                 | Katarzyna Niewiadoma         | Pologne            | Canyon-SRAM Racing        | + 34 s             |
| 4e                 | Kristen Faulkner             | États-Unis         | EF-Oatly-Cannondale       | + 47 s             |
| 5e                 | Juliette Labous              | France             | Team dsm-firmenich PostNL | + 56 s             |
| 6e                 | Pauliena Rooijakkers         | Pays-Bas           | Fenix-Deceuninck          | + 1 min 3 s        |
| 7e                 | Kimberley Le Court de Billot | Maurice            | AG Insurance-Soudal       | + 1 min 3 s        |
| 8e                 | Thalita de Jong              | Pays-Bas           | Lotto Dstny Ladies        | + 1 min 4 s        |
| 9e                 | Cédrine Kerbaol              | France             | Ceratizit-WNT Pro Cycling | + 1 min 4 s        |
| 10e                | Shirin van Anrooij           | Pays-Bas           | Lidl-Trek                 | + 1 min 7 s        |
| modifier           |                              |                    |                           |                    |

| Classement par points | Classement par points        | Classement par points | Classement par points     | Classement par points |
| --------------------- | ---------------------------- | --------------------- | ------------------------- | --------------------- |
|                       | Coureur                      | Pays                  | Équipe                    | Point(s)              |
| 1er                   | Charlotte Kool               | Pays-Bas              | Team dsm-firmenich PostNL | 120 points            |
| 2e                    | Marianne Vos                 | Pays-Bas              | Team Visma-Lease a Bike   | 76 pts                |
| 3e                    | Lorena Wiebes                | Pays-Bas              | SD Worx-Protime           | 56 pts                |
| 4e                    | Demi Vollering               | Pays-Bas              | SD Worx-Protime           | 45 pts                |
| 5e                    | Anniina Ahtosalo             | Finlande              | Uno-X Mobility            | 43 pts                |
| 6e                    | Puck Pieterse                | Pays-Bas              | Fenix-Deceuninck          | 37 pts                |
| 7e                    | Elisa Balsamo                | Italie                | Lidl-Trek                 | 36 pts                |
| 8e                    | Lotta Henttala               | Finlande              | EF-Oatly-Cannondale       | 36 pts                |
| 9e                    | Kimberley Le Court de Billot | Maurice               | AG Insurance-Soudal       | 29 pts                |
| 10e                   | Anna Henderson               | Royaume-Uni           | Team Visma-Lease a Bike   | 29 pts                |
| modifier              |                              |                       |                           |                       |

| Classement de la meilleure grimpeuse | Classement de la meilleure grimpeuse | Classement de la meilleure grimpeuse | Classement de la meilleure grimpeuse | Classement de la meilleure grimpeuse |
| ------------------------------------ | ------------------------------------ | ------------------------------------ | ------------------------------------ | ------------------------------------ |
|                                      | Coureur                              | Pays                                 | Équipe                               | Point(s)                             |
| 1er                                  | Puck Pieterse                        | Pays-Bas                             | Fenix-Deceuninck                     | 10 points                            |
| 2e                                   | Silvia Persico                       | Italie                               | UAE Team ADQ                         | 9 pts                                |
| 3e                                   | Yara Kastelijn                       | Pays-Bas                             | Fenix-Deceuninck                     | 8 pts                                |
| 4e                                   | Justine Ghekiere                     | Belgique                             | AG Insurance-Soudal                  | 6 pts                                |
| 5e                                   | Katarzyna Niewiadoma                 | Pologne                              | Canyon-SRAM Racing                   | 6 pts                                |
| 6e                                   | Demi Vollering                       | Pays-Bas                             | SD Worx-Protime                      | 4 pts                                |
| 7e                                   | Cristina Tonetti                     | Italie                               | Laboral Kutxa-Fundación Euskadi      | 2 pts                                |
| 8e                                   | Sarah Gigante                        | Australie                            | AG Insurance-Soudal                  | 2 pts                                |
| 9e                                   | Pauliena Rooijakkers                 | Pays-Bas                             | Fenix-Deceuninck                     | 1 pt                                 |
| 10e                                  | Kimberley Le Court de Billot         | Maurice                              | AG Insurance-Soudal                  | 1 pt                                 |
| modifier                             |                                      |                                      |                                      |                                      |

| Classement général de la meilleure jeune | Classement général de la meilleure jeune | Classement général de la meilleure jeune | Classement général de la meilleure jeune | Classement général de la meilleure jeune |
|                                          | Coureur                                  | Pays                                     | Équipe                                   | Temps                                    |
| ---------------------------------------- | ---------------------------------------- | ---------------------------------------- | ---------------------------------------- | ---------------------------------------- |
| 1er                                      | Puck Pieterse                            | Pays-Bas                                 | Fenix-Deceuninck                         | en 7 h 40 min 32 s                       |
| 2e                                       | Shirin van Anrooij                       | Pays-Bas                                 | Lidl-Trek                                | + 45 s                                   |
| 3e                                       | Marion Bunel                             | France                                   | St Michel-Mavic-Auber93                  | + 3 min 0 s                              |
| 4e                                       | Fem van Empel                            | Pays-Bas                                 | Team Visma-Lease a Bike                  | + 3 min 28 s                             |
| 5e                                       | Neve Bradbury                            | Australie                                | Canyon-SRAM Racing                       | + 3 min 50 s                             |
| 6e                                       | Maëva Squiban                            | France                                   | Arkéa-B&B Hotels                         | + 9 min 25 s                             |
| 7e                                       | Linda Riedmann                           | Allemagne                                | Team Visma-Lease a Bike                  | + 10 min 3 s                             |
| 8e                                       | Francesca Barale                         | Italie                                   | Team dsm-firmenich PostNL                | + 10 min 9 s                             |
| 9e                                       | Camille Fahy                             | France                                   | St Michel-Mavic-Auber93                  | + 10 min 38 s                            |
| 10e                                      | Ilse Pluimers                            | Pays-Bas                                 | AG Insurance-Soudal                      | + 14 min 45 s                            |
| modifier                                 |                                          |                                          |                                          |                                          |

| Classement par équipes | Classement par équipes  | Classement par équipes | Classement par équipes |
|                        | Équipe                  | Pays                   | Temps                  |
| ---------------------- | ----------------------- | ---------------------- | ---------------------- |
| 1re                    | EF-Oatly-Cannondale     | États-Unis             | en 23 h 3 min 46 s     |
| 2e                     | Lidl-Trek               | États-Unis             | + 35 s                 |
| 3e                     | Movistar Team           | Espagne                | + 1 min 37 s           |
| 4e                     | Fenix-Deceuninck        | Belgique               | + 2 min 13 s           |
| 5e                     | AG Insurance-Soudal     | Belgique               | + 2 min 20 s           |
| 6e                     | Team Visma-Lease a Bike | Pays-Bas               | + 2 min 43 s           |
| 7e                     | Uno-X Mobility          | Norvège                | + 2 min 58 s           |
| 8e                     | FDJ-Suez                | France                 | + 3 min 27 s           |
| 9e                     | SD Worx-Protime         | Pays-Bas               | + 6 min 43 s           |
| 10e                    | Liv-AlUla-Jayco         | Australie              | + 7 min 33 s           |
| modifier               |                         |                        |                        |

## Abandons
Dix coureuses ont abandonné au cours de l'étape : 
- Elise Chabbey (Canyon-SRAM Racing) : non-partante
- Debora Silvestri (Laboral Kutxa-Fundación Euskadi) : abandon
- Clara Emond (EF-Oatly-Cannondale) : non-partante
- Christina Schweinberger (Fenix-Deceuninck) : non-partante
- Martina Alzini (Cofidis) : abandon
- Daria Pikulik (Human Powered Health) : abandon
- Elyne Roussel (St Michel-Mavic-Auber93) : abandon
- Maggie Coles-Lyster (Roland) : abandon
- Nafosat Kozieva (Tashkent City) : non-partante
- Margarita Misyurina (Tashkent City) : abandon